# Oleg Saitov
Oleg Elekpajevitsj Saitov (Russisch: Олег Элекпаевич Саитов) (Novokoejbysjevsk, 26 mei 1974) is een Russisch bokser. Hij werd olympisch kampioen in de weltergewichtklasse op de Olympische Spelen van 1996 en op de Olympische Spelen van 2000. Ook won hij het wereldkampioenschap boksen in 1997.

## Erelijst

### Olympische Spelen
- 1996 in Atlanta, Verenigde Staten (– 67 kg)
- 2000 in Sydney, Australië (– 67 kg)
- 2004 in Athene, Griekenland (– 69 kg)

### Wereldkampioenschappen
- 1997 in Boedapest, Hongarije (– 67 kg)
- 1995 in Berlijn, Duitsland (– 67 kg)
- 1993 in Tampere, Finland (– 63,5 kg)

### Europese kampioenschappen
- 1998 in Minsk, Wit-Rusland (– 67 kg)
- 2004 in Pula, Kroatië (– 69 kg)
- 1996 in Vejle, Denemarken (– 67 kg)

1904: Albert Young ·
1920: Bert Schneider ·
1924: Jean Delarge ·
1928: Ted Morgan ·
1932: Edward Flynn ·
1936: Sten Suvio ·
1948: Július Torma ·
1952: Zygmunt Chychła ·
1956: Nicolae Linca ·
1960: Nino Benvenuti ·
1964: Marian Kasprzyk ·
1968: Manfred Wolke ·
1972: Emilio Correa ·
1976: Jochen Bachfeld ·
1980: Andrés Aldama ·
1984: Mark Breland ·
1988: Robert Wangila ·
1992: Michael Carruth ·
1996: Oleg Saitov ·
2000: Oleg Saitov ·
2004: Bachtijar Artajev ·
2008: Bachit Sarsekbajev ·
2012: Serik Sapijev ·
2016: Danijar Jeleoessinov ·
2020: Roniel Iglesias ·
2024: Asadkhuja Muydinkhujaev